# Madeleine Puljic
Madeleine Puljic (* 17. März 1986 in Steyr als Madeleine Vielhaber) ist eine österreichische Schriftstellerin. 

## Beruflicher Werdegang
Sie hat 2005 an der HBLA für künstlerische Gestaltung in Wien einen Abschluss erworben, darauf folgte ein zweijähriges Kolleg für IT-Management. Seit 2017 lebt und arbeitet sie in Hamburg. Ihr Roman „Noras Welten – Durch den Nimbus“ wurde 2017 auf der Frankfurter Buchmesse mit dem Deutschen Selfpublishing-Preis als bestes selbstverlegtes Buch ausgezeichnet und in der Folge vom Piper Verlag übernommen. Sie gehört dem Autorenteam von Perry Rhodan Neo an.

## Werke (Auswahl)
- Darwin's Failure – Das Unglück Mensch. Greenlight Press, Karlsruhe 2018, ISBN 978-3-95834-294-1.
- Herz des Winters. Greenlight Press, Karlsruhe 2018, ISBN 978-3-95834-289-7.
- Noras Welten. Piper, München 2019, ISBN 978-3-492-26036-7.
- Perry Rhodan – Schwarze Ernte. Bastei-Lübbe, Köln 2019, ISBN 978-3-404-20944-6.
- Zweite Heimat – Die Reise der Celeste, Droemer-Knaur, München 2020, ISBN 978-3-426-52435-0.